# Massive Ordnance Penetrator

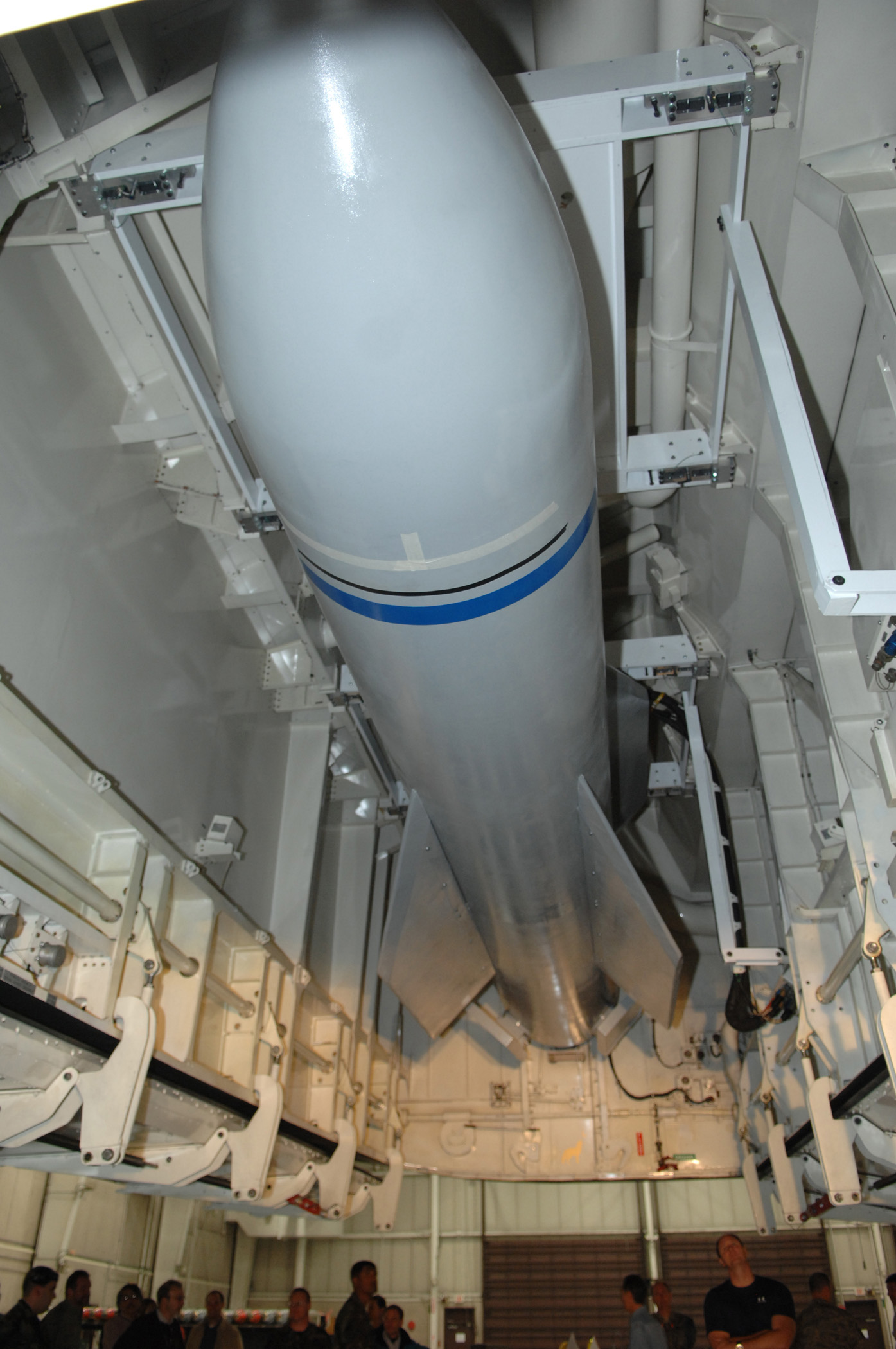
Technici kijken naar een dummy van een MOP in het ruim van een B2-bommenwerper

De GBU-57 Massive Ordnance Penetrator (MOP) is een bom van de Amerikaanse luchtmacht. De bom is het zwaarste conventionele (niet-nucleaire) wapen van de Amerikaanse strijdkrachten.  De bijna 14.000 kilogram zware bunkerbuster kan alleen door een B-2 Spirit afgeworpen worden.
De GBU-57 (GBU staat voor Guided Bomb Unit) is ontwikkeld door Boeing voor de United States Air Force.

## Ontwikkeling
In 2004 begonnen de eerste proeven met de bom. De eerste testen deed de VS in 2008, in New Mexico. Toen Iran in 2009 de bouw van een uraniumverrijkingsinstallatie bij Fordo, ten zuiden van de stad Qom, aan het IAEA bekendmaakte, besloot het Pentagon de ontwikkeling van de bom te versnellen. Op 18 februari 2013 maakte het Amerikaanse ministerie van Defensie bekend dat de bom operationeel was.
De Amerikaanse overheid ontkende dat de Massive Ordnance Penetrator tegen het Iraanse nucleaire programma gericht is. Wel zou de bom het enige niet-nucleaire wapen kunnen zijn dat de 100 m diep in een berg gelegen uraniumverrijkingsinstallatie van Fordo kan vernietigen.

## Inzet
In de nacht van 21 op 22 juni 2025 stegen zeven B-2 Spirit bommenwerpers van de United States Air Force op vanaf hun Whiteman Air Force Base in Missouri voor een non-stop vlucht van 37 uur met bijtanken in de lucht.
Tegelijk waren soortgelijke B-2 Spirit bommenwerpers opgestegen vanaf het eiland Guam in de Grote Oceaan als afleidingsmanoeuvre. Elke bommenwerper droeg twee Massive Ordnance Penetrators in zijn ruim. Zes B-2 bommenwerpers wierpen hun MOPs af op de twee ventilatieschachten van de uraniumverrijkingsinstallatie van Fordo in Iran en een zevende B-2 heeft twee Massive Ordnance Penetrators op de uraniumverrijkingsinstallatie van Natanz afgeworpen.